# Список министров экономического развития Итальянской Республики
Список включает министров промышленности и торговли (Ministri dell’Industria e del Commercio) с 1946 по 1966 год, министров промышленности, торговли и ремесла (Ministri dell’Industria, Commercio e Artigianato) с 1966 по 2001 год, министров производственной деятельности (Ministri delle Attività Produttive) с 2001 по 2006 год и министров экономического развития (Ministri dello Sviluppo Economico) с 2006 года. С 2008 года министерство поглотило также Министерство связи (Ministero delle Comunicazioni) и Министерство внешней торговли (Ministero del Commercio Internazionale).
| Министр                                                                                                | Партия      | Фото                              | Период полномочий                   | Правительство                        |
| --- | ----------- | --------------------------------- | ----------------------------------- | ------------------------------------ |
| Министр промышленности и торговли (Ministro dell’Industria e Commercio)                                |             |                                   |                                     |                                      |
| Родольфо Моранди                                                                                       | ИСП         |                                   | 14 июля 1946 — 2 февраля 1947       | Правительство Де Гаспери (второе)    |
| Родольфо Моранди                                                                                       | ИСП         | 2 февраля 1947 — 1 июня 1947      | Правительство Де Гаспери (третье)   |                                      |
| Джузеппе Тоньи                                                                                         | ХДП         |                                   | 1 июня 1947 — 15 декабря 1947       | Правительство Де Гаспери (четвёртое) |
| Роберто Тремеллони                                                                                     | ИДСП        |                                   | 15 декабря 1947 — 24 мая 1948       | Правительство Де Гаспери (четвёртое) |
| Иван Маттео Ломбардо                                                                                   | ИДСП        |                                   | 23 мая 1948 — 7 ноября 1949         | Правительство Де Гаспери (пятое)     |
| Бертоне, Джованни Баттиста                                                                             | ХДП         |                                   | 7 ноября 1949 — 14 января 1950      |                                      |
| Джузеппе Тоньи                                                                                         | ХДП         |                                   | 27 января 1950 — 19 июля 1951       | Правительство Де Гаспери (шестое)    |
| Кампилли, Пьетро                                                                                       | ХДП         |                                   | 26 июля 1951 — 7 июля 1953          | Правительство Де Гаспери (седьмое)   |
| Сильвио Гава                                                                                           | ХДП         |                                   | 16 июля 1953 — 2 августа 1953       | Правительство Де Гаспери (восьмое)   |
| Мальвестити, Пьеро                                                                                     | ХДП         |                                   | 17 августа 1953 — 12 января 1954    | Правительство Пелла                  |
| Альдизио, Сальваторе                                                                                   | ХДП         |                                   | 18 января 1954 — 8 февраля 1954     | Правительство Фанфани (первое)       |
| Виллабруна, Бруно                                                                                      | ИЛП         |                                   | 10 февраля 1954 — 2 июля 1955       | Правительство Шельба                 |
| Кортезе, Гвидо                                                                                         | ИЛП         |                                   | 6 июля 1955 — 15 мая 1957           | Правительство Сеньи (первое)         |
| Сильвио Гава                                                                                           | ХДП         |                                   | 19 мая 1957 — 1 июля 1958           | Правительство Дзоли                  |
| Бо, Джорджо                                                                                            | ХДП         |                                   | 1 июля 1958 — 15 февраля 1959       | Правительство Фанфани (второе)       |
| Эмилио Коломбо                                                                                         | ХДП         |                                   | 15 февраля 1959 — 25 марта 1960     | Правительство Сеньи                  |
| Эмилио Коломбо                                                                                         | ХДП         | 25 марта 1960 — 26 июля 1960      | Правительство Тамброни              |                                      |
| Эмилио Коломбо                                                                                         | ХДП         | 26 июля 1960 — 21 февраля 1962    | Правительство Фанфани (третье)      |                                      |
| Эмилио Коломбо                                                                                         | ХДП         | 21 февраля 1962 — 21 июня 1963    | Правительство Фанфани (четвёртое)   |                                      |
| Джузеппе Тоньи                                                                                         | ХДП         |                                   | 21 июня 1963 — 4 декабря 1963       | Правительство Леоне (первое)         |
| Джузеппе Медичи                                                                                        | ХДП         |                                   | 4 декабря 1963 — 22 июля 1964       | Правительство Моро (первое)          |
| Джузеппе Медичи                                                                                        | ХДП         | 22 июля 1964 — 5 марта 1965       | Правительство Моро (второе)         |                                      |
| Эдгардо Лами-Старнути                                                                                  | ИДСП        |                                   | Правительство Моро (второе)         | 5 марта 1965 — 23 февраля 1966       |
| Министр промышленности, торговли и ремесла (Ministro dell’Industria, Commercio e Artigianato)          |             |                                   |                                     |                                      |
| Джулио Андреотти                                                                                       | ХДП         |                                   | 23 февраля 1966 — 24 июня 1968      | Правительство Моро (третье)          |
| Джулио Андреотти                                                                                       | ХДП         | 24 июня 1968 — 12 декабря 1968    | Правительство Леоне (второе)        |                                      |
| Марио Танасси                                                                                          | ИДСП        |                                   | 12 декабря 1968 — 5 августа 1969    | Правительство Румора (первое)        |
| Доменико Магри                                                                                         | ХДП         |                                   | 5 августа 1969 — 23 марта 1970      | Правительство Румора (второе)        |
| Сильвио Гава                                                                                           | ХДП         |                                   | 27 марта 1970 — 6 августа 1970      | Правительство Румора (третье)        |
| Сильвио Гава                                                                                           | ХДП         | 6 августа 1970 — 17 февраля 1972  | Правительство Коломбо               |                                      |
| Сильвио Гава                                                                                           | ХДП         | 17 февраля 1972 — 26 июня 1972    | Правительство Андреотти (первое)    |                                      |
| Мауро Ферри                                                                                            | ИДСП        |                                   | 26 июля 1972 — 7 июля 1973          | Правительство Андреотти (второе)     |
| Чириако Де Мита                                                                                        | ХДП         |                                   | 7 июля 1973 — 14 марта 1974         | Правительство Румора (четвёртое)     |
| Чириако Де Мита                                                                                        | ХДП         | 14 марта 1974 — 23 ноября 1974    | Правительство Румора (пятое)        |                                      |
| Донат-Каттин, Карло                                                                                    | ХДП         |                                   | 23 ноября 1974 — 12 февраля 1976    | Правительство Моро (четвёртое)       |
| Донат-Каттин, Карло                                                                                    | ХДП         | 12 февраля 1976 — 29 июля 1976    | Правительство Моро (пятое)          |                                      |
| Донат-Каттин, Карло                                                                                    | ХДП         | 29 июля 1976 — 11 марта 1978      | Правительство Андреотти (третье)    |                                      |
| Донат-Каттин, Карло                                                                                    | ХДП         | 11 марта 1978 — 25 ноября 1978    | Правительство Андреотти (четвёртое) |                                      |
| Романо Проди                                                                                           | Независимый |                                   | 25 ноября 1978 — 20 марта 1979      |                                      |
| Николацци, Франко                                                                                      | ИДСП        |                                   | 20 марта 1979 — 4 августа 1979      | Правительство Андреотти (пятое)      |
| Бизалья, Антонио                                                                                       | ХДП         |                                   | 4 августа 1979 — 4 апреля 1980      | Правительство Коссиги (первое)       |
| Бизалья, Антонио                                                                                       | ХДП         | 4 апреля 1980 — 18 октября 1980   | Правительство Коссиги (второе)      |                                      |
| Бизалья, Антонио                                                                                       | ХДП         | 18 октября 1980 — 20 декабря 1980 | Правительство Форлани               |                                      |
| Пандольфи, Филиппо Мария                                                                               | ХДП         |                                   | Правительство Форлани               | 20 декабря 1980 — 26 июня 1981       |
| Маркора, Джованни                                                                                      | ХДП         |                                   | 28 июня 1981 — 23 августа 1982      | Правительство Спадолини (первое)     |
| Маркора, Джованни                                                                                      | ХДП         | 23 августа 1982 — 1 декабря 1982  | Правительство Спадолини (второе)    |                                      |
| Пандольфи, Филиппо Мария                                                                               | ХДП         |                                   | 1 декабря 1982 — 4 августа 1983     | Правительство Фанфани (пятое)        |
| Ренато Альтиссимо                                                                                      | ИЛП         |                                   | 4 августа 1983 — 1 августа 1986     | Правительство Кракси (первое)        |
| Валерио Дзаноне                                                                                        | ИЛП         |                                   | 1 августа 1986 — 17 апреля 1987     | Правительство Кракси (второе)        |
| Пига, Франко                                                                                           | ХДП         |                                   | 17 апреля 1987 — 28 июля 1987       | Правительство Фанфани (шестое)       |
| Батталья, Адольфо                                                                                      | ИРП         |                                   | 28 июля 1987 — 13 апреля 1988       | Правительство Гориа                  |
| Батталья, Адольфо                                                                                      | ИРП         | 13 апреля 1988 — 22 июля 1989     | Правительство Де Мита               |                                      |
| Батталья, Адольфо                                                                                      | ИРП         | 22 июля 1989 — 12 апреля 1991     | Правительство Андреотти (шестое)    |                                      |
| Бодрато, Гвидо                                                                                         | ХДП         |                                   | 12 апреля 1991 — 28 июня 1992       | Правительство Андреотти (седьмое)    |
| Джузеппе Гуарино                                                                                       | ХДП         |                                   | 28 июня 1992 — 28 апреля 1993       | Правительство Амато (первое)         |
| Министр промышленности (Ministro dell’Industria)                                                       |             |                                   |                                     |                                      |
| Савона, Паоло                                                                                          | Независимый |                                   | 28 апреля 1993 — 19 апреля 1994     | Правительство Чампи                  |
| Баратта, Паоло                                                                                         | Независимый |                                   | 19 апреля 1994 — 10 мая 1994        | Правительство Чампи                  |
| Министр промышленности, торговли и ремесла (Ministro dell’Industria, Commercio e Artigianato)          |             |                                   |                                     |                                      |
| Ньютти, Вито                                                                                           | ЛС          |                                   | 10 мая 1994 — 17 января 1995        | Правительство Берлускони (первое)    |
| Кло, Альберто                                                                                          | Независимый |                                   | 17 января 1995 — 17 мая 1996        | Правительство Дини                   |
| Пьер Луиджи Берсани                                                                                    | ДПЛС / ЛД   |                                   | 17 мая 1996 — 21 октября 1998       | Правительство Проди (первое)         |
| Пьер Луиджи Берсани                                                                                    | ДПЛС / ЛД   | 21 октября 1998 — 22 декабря 1999 | Правительство Д’Алема (первое)      |                                      |
| Энрико Летта                                                                                           | ИНП         |                                   | 22 декабря 1999 — 25 апреля 2000    | Правительство Д’Алема (второе)       |
| Энрико Летта                                                                                           | ИНП         | 25 апреля 2000 — 11 июня 2001     | Правительство Амато (второе)        |                                      |
| XIV созыв парламента Италии Министр производственной деятельности (Ministro delle Attività Produttive) |             |                                   |                                     |                                      |
| Антонио Марцано                                                                                        | ВИ          |                                   | 11 июня 2001 — 23 апреля 2005       | Правительство Берлускони (второе)    |
| Клаудио Скайола                                                                                        | ВИ          |                                   | 23 апреля 2005 — 17 мая 2006        | Правительство Берлускони (третье)    |
| XV созыв парламента Италии Министр экономического развития (Ministro dello Sviluppo Economico)         |             |                                   |                                     |                                      |
| Пьер Луиджи Берсани                                                                                    | ЛД / ДП     |                                   | 17 мая 2006 — 8 мая 2008            | Правительство Проди (второе)         |
| XVI созыв парламента Италии                                                                            |             |                                   |                                     |                                      |
| Клаудио Скайола                                                                                        | НС          |                                   | 8 мая 2008 — 4 мая 2010             | Правительство Берлускони (четвёртое) |
| Сильвио Берлускони                                                                                     | НС          |                                   | 5 мая 2010 — 4 октября 2010         | Правительство Берлускони (четвёртое) |
| Паоло Романи                                                                                           | НС          |                                   | 4 октября 2010 — 16 ноября 2011     | Правительство Берлускони (четвёртое) |
| Коррадо Пассера                                                                                        | Независимый |                                   | 16 ноября 2011 — 28 апреля 2013     | Правительство Монти                  |
| XVII созыв парламента Италии                                                                           |             |                                   |                                     |                                      |
| Флавио Дзанонато                                                                                       | ДП          |                                   | 28 апреля 2013 — 22 февраля 2014    | Правительство Летта                  |
| Федерика Гуиди                                                                                         | Независимая |                                   | 22 февраля 2014 — 5 апреля 2016     | Правительство Ренци                  |
| Маттео Ренци                                                                                           | ДП          |                                   | 5 апреля 2016 — 10 мая 2016         | Правительство Ренци                  |
| Карло Календа                                                                                          | ДП          |                                   | 10 мая 2016 — 12 декабря 2016       | Правительство Ренци                  |
| Карло Календа                                                                                          | ДП          | 12 декабря 2016 — 1 июня 2018     | Правительство Джентилони            |                                      |
| XVIII созыв парламента Италии                                                                          |             |                                   |                                     |                                      |
| Луиджи Ди Майо                                                                                         | Д5З         |                                   | 1 июня 2018 — 5 сентября 2019       | Правительство Конте (первое)         |
| Стефано Патуанелли                                                                                     | Д5З         |                                   | 5 сентября 2019 — 13 февраля 2021   | Правительство Конте (второе)         |
| Джанкарло Джорджетти                                                                                   | ЛС          |                                   | 13 февраля 2021 — 22 октября 2022   | Правительство Драги                  |
| XIX созыв парламента Италии                                                                            |             |                                   |                                     |                                      |
| Адольфо Урсо                                                                                           | БИ          |                                   | с 22 октября 2022                   | Правительство Мелони                 |